# 実況おしゃべりパロディウス
『実況おしゃべりパロディウス』（じっきょうおしゃべりパロディウス）は、コナミが開発し1995年12月15日に発売されたスーパーファミコン用横スクロールシューティングゲーム。略称は「実況パロ」、「実パロ」。『パロディウス』シリーズ第4作目。

## 概要
『極上パロディウス 〜過去の栄光を求めて〜』（1994年）の主人公であったタコスケの弟であるタコヒコが、仲間と共に幻のタコヤキを求めて旅に出るという内容になっている。
『グラディウス外伝』（1997年）と同様に家庭用オリジナル作品であり、それを前提とした要素が取り入れられた作品である。ステージの大半をコナミがリリースした作品をパロディにしており、ファミリーコンピュータ用ソフト『コナミワイワイワールド』（1988年）シリーズに通ずる面もある。また、『パロディウス』シリーズで初めてボスラッシュステージが採用された作品でもある。
セガサターンおよびPlayStation版ではオリジナルであるSFC版からはステージ構成をはじめ、ほぼアレンジに近い大多数の変更点（後述）があり、タイトルが『実況おしゃべりパロディウス フォーエバー・ウィズ・ミー』（同じくPS、SS版『ときめきメモリアル』のサブタイトルである『フォーエバー・ウィズ・ユー』のパロディ）に変更され、ロゴもそれに合わせたものになっている。
ゲームオープニングは『機動戦士ガンダム』のストーリーをパロディウスらしい遊び心溢れるものにしている。また、SFC版の「死にいたらしめた」は、PS・SS版では「痔にいたらしめた」に変更されている。
スーパーファミコン版はゲーム誌『ファミ通』の「クロスレビュー」にてゴールド殿堂を獲得した。

### システム
ゲームシステムは基本的に前作を踏襲しているが、「フォーエバー・ウィズ・ミー」では「!?」にスロットの要素が追加されており、さらに強力なベルパワーが使用可能になっている。また、オプションにより、ルーレットカプセルの色を識別可能にすることができる（変更後は紫）。なお、一部のステージでは前作のボスキャラクター「カプチーノ」を模したものが設置されており、触れるだけでパワーアップルーレットを行うことができる。
高速面であるステージ6はグラディウス・パロディウスシリーズの高速面としては珍しく、難易度を一番簡単なレベルにすると通常の速度のスクロールに変化する。
最終ステージのちちびんたリカは逆立ちした状態で登場することがあるが、その際はSFC版『グラディウスIII』（1990年）のシャドーギアMk.IIの手足の特徴とほぼ同じ（天井側が長く、床側が短い）。
家庭用オリジナルということもあり、プレイ途中でのセーブ・ロード機能が存在しているほか、ステージごとに隠れている妖精を集めることで、メニュー項目や自機追加の特典がつくなど、今までのシリーズにはない試みがなされている。さらに、本作以前の『パロディウス』シリーズで2P専用として登場していたキャラクターにも、1Pキャラクターとは少し違った装備が施され、主役キャラクターとなっている。また、ベルパワーの一つであるスーパーボムは、特定のオブジェクトを破壊することでボーナス点を得られる要素が追加されている。

### 実況
コナミは『極上パロディウス』が発売された1994年、同じスーパーファミコン用ソフトとして同社がスポーツブランドにシフトしていく契機となった『実況パワフルプロ野球'94』が発売されており、本作はそのインスピレーションにより八奈見乗児が声を演じる初代『パロディウス』の主人公「タコ」による膨大な実況解説が入っているのが特徴である（コンフィグ【設定】画面でOFFにすることも可能）。八奈見はゲーム中の実況だけでなく、オープニングデモのナレーションやタイトル画面のタイトルコール（"実況パワフルプロ野球"と発する場面もあり）も担当している。また、PS・SS版では2P側に小原乃梨子による実況も追加されている。役名は「ノリコ」で、「タコ」の妻であり「タコスケ」や「タコヒコ」の母という設定である。そのため、台詞の中に「タコヒコの母でございます」というものや「タコ」との夫婦のやりとりと思われる会話が存在する。
本作での実況の種類は、ボスの弱点をプレイヤーに教える、緑色ベルの取得により自機が巨大化すると驚いた反応を示す、ボスキャラクターの攻撃時に注意を促す、スピードアップを取りすぎて最高状態になると心配するなど多彩になっている。ロムカセットにはSA1が搭載されている。

## ストーリー
宇宙暦0094年。過去の栄光を求めて旅立ったタコスケ率いる11人のパロディウス仲間。だが、またしても全宇宙を巻き込む闘争へと発展していった。激闘の末にタコスケは過去の栄光を見つけたが、1つの言葉と共に世界は爆破、宇宙へと散っていった。
それから1年後の宇宙暦0095年。タコスケの弟であるタコヒコは父親のMr.パロディウスことタコから「幻のタコヤキ」の存在を聞く。ひょんなことから集められた仲間と共に、タコヒコの旅が始まった。

## ステージ構成
以下ではスーパーファミコン版を基準として列挙する。また、「ステージ音楽」と「ボス音楽」の作曲者名と作品名、原曲名の表記は特筆がない限り、PSP版のミュージックプレイヤーモードに準ずる。
| Stage | 内容         | 解説 | ステージ音楽 | ボス                                                   | ボス音楽                                                             |
| 1     | ソウル       | ディスコ風のステージ。大阪道頓堀の名物看板が多数置いてある。 | KC&ザ・サンシャイン・バンド『ザッツ・ザ・ウェイ』 | ジュデー&メローラ                                      | ミラーボール フォーエバー 筒美京平『魅せられて（エーゲ海のテーマ）』 |
| 2     | 学校         | 恋愛シミュレーションゲーム『ときめきメモリアル』のパロディが盛り込まれたモアイ面。中盤に登場するモアイは、同作に登場する一部の女性キャラクターを模した風貌になっている。 | 『ときめきメモリアル』より「Jumping Smile」（朝日奈夕子のテーマ） ボロディン『「イゴーリ公」の「ダッタン人の踊り」』 『ときめきメモリアル』より「思い出の数だけ…」（藤崎詩織のテーマ） | 巨大ひかる&あかね                                      | H. ネッケ『クシコスポスト』                                          |
| 3     | 野原         | 『ツインビー』シリーズのパロディで、雲に攻撃を当てるとベルが出てくるため点稼ぎにもってこいの面。同作品のザコ敵であるザコビーが敵キャラクターとして登場。 | 出たな!!TwinBeeより「風の贈り物」 ペツォールト『メヌエット』 出たな!!TwinBeeより「天空の要塞」                                                                                         | バロンビー                                             | 女狼羅命                                                             |
| 3     | 野原         | 『ツインビー』シリーズのパロディで、雲に攻撃を当てるとベルが出てくるため点稼ぎにもってこいの面。同作品のザコ敵であるザコビーが敵キャラクターとして登場。 | 出たな!!TwinBeeより「風の贈り物」 ペツォールト『メヌエット』 出たな!!TwinBeeより「天空の要塞」                                                                                         | ボインビー                                             | ツインビーヤッホー!より「キス・マイ・パラソル」                      |
| 4     | 江戸         | アクションゲーム『がんばれゴエモン』シリーズのパロディ。飛び跳ねる桜の木、餅つき、歌舞伎役者などの日本風の障害物が特徴。後半に餅菓子（煎餅など）やこんぺい糖を掘り進む地帯がある。ビッグコアやクリスタルコア、テトランなどの過去作に登場したボスキャラクターがSD化され、襖を突き破り大勢登場する。 | ザ・ベンチャーズ『ダイアモンド・ヘッド』 がんばれゴエモンより「城下町」 | ゴエモンコンパクト→ミスコンパクト                      | がんばれゴエモン2奇天烈将軍マッギネスより「ゴエモン・インパクト」    |
| 5     | お菓子       | 『ゼクセクス』の2面のパロディであり、前作の3面に登場したザコ敵が再登場するポリゴン風のステージ。ボスは死ぬ際に体当たりを行う。 | ドビュッシー『2つのアラベスク 第1番』 サティ・エリック『ジュ・トゥ・ヴ』 | デコレーションコアMk-II                                | GRADIUSIIより「Take care!」                                          |
| 6     | ハイウェイ   | ガンシューティング『リーサルエンフォーサーズ』のパロディの高速スクロール面。道中にあるコインを取ると点数が加算される。 | リーサルエンフォーサーズBGM | 殿様                                                   | 対戦ぱずるだまより「余win」                                          |
| 7     | ボスラッシュ | グラディウスシリーズ伝統のボスとの連戦。ザブ地帯後に3体のボスと戦闘になる。最初のビッグコアは初代『グラディウス』と違い、途中で後に回り込んでくる。3体目のバロンビーは最初ビッグバロンビーに搭乗しており、これを破壊するとバロンビー戦に移行。                                                     | | ビッグコア                                             | GRADIUSより「Aircraft Carrier」                                      |
| 7     | ボスラッシュ | グラディウスシリーズ伝統のボスとの連戦。ザブ地帯後に3体のボスと戦闘になる。最初のビッグコアは初代『グラディウス』と違い、途中で後に回り込んでくる。3体目のバロンビーは最初ビッグバロンビーに搭乗しており、これを破壊するとバロンビー戦に移行。                                                     | 女幽霊 | がんばれゴエモン〜ゆき姫救出絵巻〜より「思春期のボス」 |                                                                      |
| 7     | ボスラッシュ | グラディウスシリーズ伝統のボスとの連戦。ザブ地帯後に3体のボスと戦闘になる。最初のビッグコアは初代『グラディウス』と違い、途中で後に回り込んでくる。3体目のバロンビーは最初ビッグバロンビーに搭乗しており、これを破壊するとバロンビー戦に移行。                                                     | ビッグバロンビー→バロンビー(2回目) | Pop'nツインビーより「ぶっとび大砲野郎どもに捧ぐ」      |                                                                      |
| 8     | お祭り       | 『グラディウスIII』の要塞面の構造を模した最終面（このステージの空中戦のみ、SFC版『グラディウスIII』で使われなかった「Try to star」のアレンジに変わる）。ただし基になっているのはSFC版なので停電ポイントや回転レーザーは存在しない。ちちびんたリカはシャドーギアMk-IIと違って破壊不可能。           | GRADIUSIIIより「Try to star」（空中戦） | 要塞きんぎょやさん                                     | 泳げ金魚くんスイスイスー                                             |
| 8     | お祭り       | 『グラディウスIII』の要塞面の構造を模した最終面（このステージの空中戦のみ、SFC版『グラディウスIII』で使われなかった「Try to star」のアレンジに変わる）。ただし基になっているのはSFC版なので停電ポイントや回転レーザーは存在しない。ちちびんたリカはシャドーギアMk-IIと違って破壊不可能。           | GRADIUSIIIより「Mechanical Base」（ステージ前半） | ちちびんたリカ（祭Ver.）                               | GRADIUSIIより「The Final Enemy」                                     |
| 8     | お祭り       | 『グラディウスIII』の要塞面の構造を模した最終面（このステージの空中戦のみ、SFC版『グラディウスIII』で使われなかった「Try to star」のアレンジに変わる）。ただし基になっているのはSFC版なので停電ポイントや回転レーザーは存在しない。ちちびんたリカはシャドーギアMk-IIと違って破壊不可能。           | GRADIUSIIIより「Final Shot」（ステージ後半） | ばくてり屋                                             | GRADIUSより「Aircraft Carrier」                                      |

## 登場キャラクター
上記のように、過去作品の2Pキャラクターが本作では独立した別キャラクターになっており、装備内容まで異なっている。
| 自機               | ゲージ         | ゲージ                      | ゲージ                        | ゲージ                            | ゲージ                | ゲージ | ゲージ                            |
| 自機               | 1              | 2                           | 3                             | 4                                 | 5                     | 6      | 7                                 |
| ------------------ | -------------- | --------------------------- | ----------------------------- | --------------------------------- | --------------------- | ------ | --------------------------------- |
| ビックバイパー     | スピードアップ | ミサイル                    | ダブル                        | レーザー                          | オプション            | OH!    | フォースフィールド                |
| ロードブリテッシュ | スピードアップ | ツインホークウインド        | リップルレーザー              | レーザー                          | オプション            | OH!    | マルチシールド                    |
| タコヒコ           | スピードアップ | 2-WAYミサイル               | テイルガン                    | リップルレーザー                  | オプション            | OH!    | オクトパストラップ                |
| ベリアル           | スピードアップ | ミサイル                    | ダブル                        | リップルレーザー                  | オプション            | OH!    | オクトパストラップ                |
| ツインビー         | スピードアップ | ロケットパンチ              | テイルガン                    | 3-WAY                             | オプション （収束型） | OH!    | バリア                            |
| ウインビー         | スピードアップ | ロケットパンチ              | テイルガン                    | 3-WAY                             | オプション            | OH!    | しっぽバリア                      |
| ペン太郎           | スピードアップ | ポットンミサイル            | ダブル                        | スプレッドガン                    | オプション （収束型） | OH!    | バブル                            |
| お花ちゃん         | スピードアップ | スプレッドボム              | ダブル                        | スプレッドガン                    | オプション （収束型） | OH!    | バブル                            |
| そいつ             | そいつスピード | そいつミサイル              | そいつウェイ                  | そいつレーザー                    | そいつパワー          | OH!    | そいつシールド                    |
| どいつ             | どいつスピード | どいつミサイル              | どいつウェイ                  | どいつレーザー                    | どいつオプション      | OH!    | どいつシールド                    |
| ウパ               | スピードアップ | ホーミングミサイル          | ワイド                        | レーザー                          | グレードアップ        | OH!    | メガクラッシュ                    |
| ルパ               | スピードアップ | マルチスプレッドガン        | ワイド                        | サーチバルカン                    | グレードアップ        | OH!    | メガクラッシュ                    |
| ミケ               | スピードアップ | マルチボム                  | レーザー                      | ウェーブ                          | グレードアップ        | OH!    | フォースフィールド （重ね張り式） |
| ラン               | スピードアップ | ホーミングビット            | リフレクトショット            | サーチレーザー                    | グレードアップ        | OH!    | シールド                          |
| スゥ               | スピードアップ | オプション                  | レーザー                      | ダブル                            | ミサイル              | OH!    | フォースフィールド                |
| メミム             | スピードアップ | リバースホークウインド      | テイルガン                    | ツインレーザー                    | オプション            | OH!    | フォースフィールド                |
| ドラキュラくん     | スピードアップ | ミサイル （マクロミサイル） | バルカン （ラウンドバルカン） | ホーミング （ニードルクラッカー） | グレードアップ        | OH!    | フォースフィールド （チェンジ）   |
| キッドドラキュラ   | スピードアップ | スプレッドボム              | テイルガン                    | リフレクトショット                | グレードアップ        | OH!    | シールド                          |

- 緑枠はPlayStation版およびセガサターン版限定キャラクター。

ビックバイパー
シリーズのパロディ元である『グラディウス』シリーズに登場する、超時空戦闘機。本作では、タイヤキ屋をやっている。幻のタコヤキを横取りし、副業でタコヤキ屋を始めて私腹を肥やそうとしている。
また、この作品のみビックバイパーとロードブリティッシュはBGMが「Challenger 1985」ではなく、「Challenger 1985」と『沙羅曼蛇』ステージ4のBGMをミックスしたような曲となっている。装備はシリーズ伝統の1番装備だが、今作品ではオプションが緑色。また、バリアはSFC版『極上』に引き続きフォースフィールドを装備。
ロードブリティッシュ
惑星ラティスの防空戦闘機で、惑星王家第1王子の名を冠する機体。幻のタコヤキを横取りして、タコヤキ屋を開業しようと目論む。今回は、リップルレーザーをダブルとして使用可能。バリアはマルチシールドで、右、上、左、下の順に貼れる。
装備はビックバイパーが『グラディウス』の標準装備であるのに対し、ロードブリティッシュは『沙羅曼蛇』の装備に近い。
タコヒコ
『パロディウスだ!』の主人公であるタコ（本名はMr.パロディウス）の次男。野球帽をかぶっている。タコに幻のタコヤキを探すように言われた長男のタコスケにそそのかされて、幻のタコヤキ探しに出発する。
本作では、Mr.パロディウスやタコスケとは違い、彼専用の新規のテーマ曲が用意された。
ベリアル
相変わらず性別は不明な、リボンを付けた黄色いタコ。タコヒコにあこがれてついてきたが、実際は赤ければ誰でもいいらしい。装備は『グラディウスII』の3番装備に近い。
こちらも新規のテーマ曲が用意された。
ツインビー
『ツインビー』シリーズに登場する戦闘機。気がつけば口がついていたので、食事のために幻のタコヤキ探しに参加。なお、途中で美味しいものを見つけたら幻のタコヤキでなくともいいらしい。
本作のバリアは『極上』(『出たな!!ツインビー』仕様)と異なり、『ツインビーヤッホー!』での泡状バリアとなっている。
ウィンビー
当時、『ツインビー』シリーズのメディアミックス企画により、パイロットのパステルがアイドルばりにもてはやされていたため、欲求不満をぶつけるために参加。ツインビーと違い、オプションが収束せずその場固定になるほか、オプションに防弾性能を1つずつ付与するしっぽバリアを装備。
ペン太郎
『けっきょく南極大冒険』で南極を一周したペンギンの息子。最近、凶暴化してきたお花ちゃんにおびえていて、彼女の口実のため幻のタコヤキ探しに強制参加させられた。
お花ちゃん
今回もペン太郎のことが心配でついてきたとは本人の弁だが、実際は前回に参加した際に破壊の快感に目覚めており、ペン太郎と共に幻のタコヤキ探しに参加したのも、日頃のフラストレーション解消も兼ねて暴れまわるための口実である。ミサイルはスプレッドボムに変更。
そいつ、どいつ
「こいつ」と「あいつ」が発見された際、「そいつ」と「どいつ」も存在すると誰かが冗談で言ったら本当に発見された存在。そいつはこいつ（あいつ）と同じくグレードアップ型（単体強化）で緑だが、レーザーの挙動が若干違う。どいつはオプション型（グレードアップも併発）で貫通ツインレーザーを持つ黄色。
ウパ
ファミコン用ソフト『バイオミラクル ぼくってウパ』の主人公。SFC版『極上』にて『パロディウス』シリーズ初参戦。ルアクーヨ王国の王子で、異常発達した嗅覚で幻のタコヤキのにおいを嗅ぎ付けて城を飛び出す。SFC版『極上』と同じく『雷電』が装備の元ネタ。
ルパ
SFC版『極上』で初参戦したウパの妹。国王の頼みで飛び出していった兄を城に連れ戻すことに。装備の元ネタは『達人王』に変更。
ラン
ツインビーの茶飲み友達の白ネコ。タコヒコを見て以来、一度はタコを食べたいという衝動にかられ幻のタコヤキ探しに参加。装備は『R-TYPE LEO』が元ネタでホーミングビットとリフレクトショットが強み。
ミケ
ウインビーのカラオケ仲間の斑のついた猫。幻のタコヤキ探しに参加したウインビーを連れ戻しカラオケになだれ込もうとしている。装備は『ダライアス』が元ネタで、フォースフィールドはコタツで重ね貼り式（机→コタツ→置物→置物豪華版）になっている。
スゥ
ビックバイパーのタイヤキ屋の常連客の12歳の妖精。幻のタコヤキの一件は彼から聞いて知った。ビックバイパーと同じ武装にしようとしたが、ミサイル〜オプションまで配列が逆になっている（『ライフフォース』のロードブリティッシュの配列に近い）。
メミム
741歳の妖精。幻のタコヤキの噂を聞いて探しては失敗を繰り返しており、今度こそはと執念を燃やしている。ミサイルはホークウィンド、レーザーはツインレーザーを装備。
ドラキュラくん、キッドドラキュラ（PS・SS版のみ）
ファミコン用ソフト『悪魔城すぺしゃる ぼくドラキュラくん』の主人公。SFC版『極上』では最初から選択可能だったが、今回はPS・SS版で妖精を全部集めることで使用可能になる隠しキャラクターとして登場。
装備の元ネタは、ドラキュラくんがSFC版『極上』と同じく『アクスレイ』のままで、キッドドラキュラが『サンダークロス』に変更。
なお、SFC版『極上』ではBGMが『悪魔城すぺしゃる ぼくドラキュラくん』のステージ1アレンジであったが、今作品ではステージ2のアレンジになっている。

## 他機種版

### 一覧
| タイトル                                       | 発売日         | 対応機種             | 開発元                 | 発売元                           | メディア | 型式       | 備考                                   | 出典  |
| ---------------------------------------------- | -------------- | -------------------- | ---------------------- | -------------------------------- | -------- | ---------- | -------------------------------------- | ----- |
| 実況おしゃべりパロディウス 〜forever with me〜 | 1996年12月13日 | セガサターン         | コナミ                 | コナミ                           | CD-ROM   | T-9513G    | 2人同時プレイ可能                      |       |
| 実況おしゃべりパロディウス 〜forever with me〜 | 1996年12月20日 | PlayStation          | コナミ                 | コナミ                           | CD-ROM   | SLPM-86008 | 2人同時プレイ可能                      |       |
| パロディウス ポータブル                        | 2007年1月25日  | PlayStation Portable | コナミソフトウェア上海 | コナミデジタルエンタテインメント | UMD      | ULJM-05220 | PlayStation版の移植、2人同時プレイ不可 | [ 3 ] |
| パロディウス ポータブル コナミ・ザ・ベスト     | 2008年3月13日  | PlayStation Portable | コナミソフトウェア上海 | コナミデジタルエンタテインメント | UMD      | ULJM-05324 | PlayStation版の移植、廉価版            |       |

### PS,SS版での変更点
ステージ
1面
序盤で『極上』のオープニングに近い演出を見ることができる。また、背景の空の色が変更。
ボスの入っているミラーボールの弱点がクサリから真ん中に変更。
終盤に登場するカーネル・サンダースをモチーフにした敵キャラクターの衣装が変更。
2面
ポーズ中にあるコマンドを入力するとBGMが『ときめきメモリアル』藤崎詩織役の声優である金月真美のボーカルが入るバージョンに切り替わる。
後半のシャボン玉に入っているキャラクターが『ときめきメモリアル』のキャラクターに変更されている（一つだけセーラー服を着たブタがいる）。
ボスはハードの性能向上により、グラフィックが別物と言ってもいいほどに描き直されている。ポージングも変わっており、プレイヤー時に使用するミサイルを所持している（SFC版では何も持ってない）。髪をなびかせた時に花びら型の雑魚が出現するなど、攻撃方法が大幅に異なる。さらに上昇途中に、あかねに攻撃すると怒って反撃される仕様となっていたりする（SFC版では何もしない）。
3面
地形の家がツインビー仕様になり、背景の雲のキャラクターが増加。
ベルを放出するキャラクターが眼鏡をかけたウサギに変更。
中ボスのバロンビーを搭載している戦艦がワルモン博士の搭乗する豚顔の戦艦になっている他、ボインビーが攻撃時にマスクで顔を隠さなくなり投げキッスによる攻撃を行ってくるようになった。
4面
序盤で登場するトンビに捕まっているキャラクターが中年男性の人形から油揚げ（実はキツネが化けている）に変更。
ゴエモンコンパクトの爆弾の軌道が大きく異なり、第二形態がエビス丸になる。
5面
浮遊している風船がブドウに変更された。
ボスの弱点に奥行きがなくなり、攻撃パターンも追加された。
6面
リーサル・エンフォーサーズが実践され、プレイヤーは画面からの狙撃も回避せねばならない。
終盤に高速ステージではおなじみの開閉するゲートが連続する地帯が追加され、ボスはPS、SSオリジナルのネコ戦闘列車に変更（BGMはリムスキー＝コルサコフの『熊蜂の飛行』）。
7面
ザブがナルト型からぱずるだま型に。各ボス前に倒すとベルを出す敵キャラクターが追加。ボスは『対戦ぱずるだま』のジョン・ワン次郎、ペンクロー、とのさま（SFC版6面とは攻撃がまったく異なる）に変更（攻撃はSFC版の7面とほぼ同じ。BGMは登場順に、『スゥール・ノウ』、『Puzz-Rock』（実際は『ほっぷ・すてっぷ・チャンス！』であり、誤記の可能性が高い）、『余Win』）。風景もまるたま町を再現した他、各種演出も『対戦ぱずるだま』のものが用いられるなど全般的に『対戦ぱずるだま』をモチーフにしたステージに変貌した。
また、地面が存在し各ボスは地上から浮遊（出現）する。
8面
ラストボスであるばくてり屋が、黒いベールをかぶって登場するようになった。
おまけ面
新規の特別ステージが2種類追加されている。
1つ目はSFC版『パロディウスだ! 〜神話からお笑いへ〜』のおまけ面と同様にスコアアタックが目的で玩具をモチーフとしたステージ。BGMはモーツァルトの『アイネ・クライネ・ナハトムジーク』。
2つ目は高速スクロールでゴールへ到達するまでのタイムアタックを競う（自機をスピードアップさせるとスクロール速度も上昇。速いほど障害物を避けにくくなるがタイムが向上する）。F1をモチーフにしており、正式名称は「P1（ピヨワン）グランプリン in 鐘鹿（ベルカ）」（鐘鹿は鈴鹿サーキットのパロディ）。BGMはオリジナルのものだが、冒頭がTHE SQUAREの「TRUTH」（F1中継のメインテーマ）と酷似しているため、PSP版では雰囲気を「TRUTH」に似せた曲に変更されている。
アクシデントステージ
PS版、PSP版のみに搭載されているステージ。ランダムでステージクリア時に乱入することがある。これはオプションで切ることも可能。ボス敵は存在しない。
ミスの場合、設定でその場復活にしていると継続できるが、そうでない場合はアクシデントステージは終了する。
ステージは宇宙空間で、登場する敵や障害物がポリゴンで描かれている（大半が過去のグラディウスシリーズに登場したネタのパロディで占めている）。
登場する敵や障害物パターンは、「巨大ウナギ（元はバルチャードドラゴン）」「隕石襲来」「特大ミサイル（遠景にいるモアイ戦艦が飛ばしてくる）」「タコ型触手（元はグラディウスの触手団子）」「富士山惑星」。
また、メインメニューにおいて特定のコマンド入力でアクシデントステージのみが連続するゲームモードがある。このモードでのみ、前作のカプセル怪獣カプチーノに相当するキャラクターがステージ間に登場する。このモードは全アクシデントステージをクリアで終了。
EXTRAモード
SS版のみに搭載されているモード。ステージ構成は通常と同様だが、敵の配置が大幅に変更され、ボスの攻撃パターンが異なるなどの違いがある。

### その他
PS版・SS版のステージ2においてコマンド入力をするとステージBGMがボーカル版に変更されるが、ボーカル版の歌詞は実は『ときめきメモリアル』（1994年）に多数あるボーカル曲・イメージ曲から引用した、それぞれの歌詞の一部を繋ぎ合わせたものである。ボーカル部分はループはされず、前半最初でコマンド入力が発動できる箇所から後半の体育館あたりまでがフルコーラス部分で、ボス手前では通常のステージBGMバージョンに戻る。
本体スペックの違いからPS版と比べてSS版は画面が左右に広く、一部の敵の出現が早かったりボスとの距離が取りやすかったり若干ゲームプレイに差が出る。

## 音楽
この作品では『パロディウス』シリーズでは珍しく、ステージBGMの多くがクラシック音楽のアレンジだけではなく元ネタとなったゲームのBGMとクラシックなどの曲が合わさっており、一部のステージ・ボスBGMは基となったゲームの原曲からのアレンジで構成されている。
また、SFC版『グラディウスIII』では使われなかった空中戦曲『Try to Star』を最終面の空中戦で採用し、ゲームを盛り上げている。
最終面では『パロディウスだ! 〜神話からお笑いへ〜』以来久し振りに、元となった作品の要塞面アレンジBGMが採用されている（ステージ中盤曲まで採用するなど徹底している）。
この作品のみ、JASRACの許諾表示がパッケージに記されている。

## スタッフ
- ディレクター、メイン・プログラム：松岡伸浩
- プレイヤー・プログラム：永田雅継
- エネミー・プログラム：CHACHA YOSHIDA（吉田晃之）
- プログラム・アシスト：まさかねけんじ
- マップ・グラフィック：SANGORO TSUBAKI、KOUSAMA!
- プレイヤー・グラフィック：MONAMI MY LOVE
- オブジェクト・グラフィック：久井健太郎
- ボス・グラフィック：寺田一友
- デザイン・アシスト：きもとくみこ
- サウンド・プロデューサー：上原和彦
- サウンド・デザイン：岩田昌成、冨田朋也、三木彩子、上西隆仁、安慶名伸行
- プロダクト・デザイン：難波和宏、角田孝志
- ブロードキャスター：八奈見乗児
- イラストレーション：あさりよしとお
- プロデューサー：梅崎重治
- エグゼクティブ・プロデューサー：樹下國昭

## 評価
スーパーファミコン版
- ゲーム誌『ファミ通』の「クロスレビュー」では、8・8・8・8の合計32点（満40点）でゴールド殿堂を獲得、レビュアーからは実況音声に関して称賛する声が多く挙げられ、浜村通信と田原誠山はプレー中に思わず笑いが漏れたと述べ、浜村は「関西ノリだからこそ、できる技」、田原は「セリフもしゃべりのタイミングもよくできてる」と絶賛した。渡辺美紀は「自分のプレーに合わせて声援をうけてるみたい」と表現し「これぞまさしくアイデアの勝利」と称賛、酒井K太はフジテレビ系テレビアニメ『ヤッターマン』（1977年 - 1979年）のキャラクターであるボヤッキーを演じていた八奈見が実況を務めていることに触れた上で、「へたなCD-ROMのゲームより、しゃべりまくる」とコメントし絶賛した。一方で、浜村は画面が派手すぎてゲームに集中できない、酒井は処理落ちが無ければ1点追加したと述べるなど否定的な意見もあった。

- ゲーム誌『ファミリーコンピュータMagazine』の読者投票による「ゲーム通信簿」での評価は以下の通り、23.5点（満30点）となっている。

| 項目 | キャラクタ | 音楽 | お買得度 | 操作性 | 熱中度 | オリジナリティ | 総合 |
| 得点 | 4.3        | 4.0  | 3.6      | 3.8    | 3.9    | 3.9            | 23.5 |
セガサターン版
- ゲーム誌『ファミ通』の「クロスレビュー」では合計29点（満40点）、『SATURN FAN』の読者投票による「ゲーム通信簿」での評価は以下の通り、21.7点（満30点）となっている。

| 項目 | キャラクタ | 音楽 | お買得度 | 操作性 | 熱中度 | オリジナリティ | 総合 |
| 得点 | 4.0        | 3.6  | 3.6      | 3.7    | 3.7    | 3.1            | 21.7 |
PlayStation版
- ゲーム誌『ファミ通』の「クロスレビュー」では合計26点（満40点）、『PlayStation Magazine』の読者投票による「ゲーム通信簿」での評価は以下の通り、23.0点（満30点）となっている。

| 項目 | キャラクタ | 音楽 | お買得度 | 操作性 | 熱中度 | オリジナリティ | 総合 |
| 得点 | 4.3        | 4.1  | 3.9      | 3.9    | 3.4    | 3.3            | 23.0 |